# Su Pei-ling
Su Pei-ling (n. 30 ianuarie 2000) este o jucătoare de tenis de masă ce a reprezentat Taipeiul Chinez. A participat la competiții asociate Jocurilor Olimpice în care a câștigat o medalie de bronz.

## Participări
Lista de mai jos prezintă principalele competiții la care a participat Su Pei-ling de-a lungul carierei.
- Anexo:Tenis de mesa en los Juegos Olímpicos de la Juventud de Buenos Aires 2018[*]